# Alberto Novelli
Alberto Novelli (Firenze, 23 dicembre 1940) è un ex calciatore e allenatore di calcio italiano, di ruolo centrocampista.
Spesso schierato da ala o interno di centrocampo.
In carriera ha totalizzato complessivamente 45 presenze e 4 reti in serie A, 124 presenze e 20 reti in serie B, 148 presenze e 27 reti in Serie C. È stato campione d'Europa Under-18 nel 1957 in Lussemburgo e vicecampione in Bulgaria nel 1958 con 7 presenze e 4 reti.

## Carriera
Fratello minore di Carlo Novelli (attaccante di SPAL, Napoli e Sampdoria), cresce nella Rondinella Marzocco per passare alle giovanili della SPAL nel 1958 dove aveva già militato il fratello e dove di lì a poco ritornerà. Novelli II esordisce in Serie A il 2 novembre 1958 quando non ha ancora compiuto 18 anni in una sconfitta casalinga contro una sua futura squadra, la Sampdoria.
Nel 1959 viene mandato a maturare in Serie C alla Pistoiese assieme a Giancarlo Vitali dove viene allenato da Aredio Gimona. Torna in Serie A a Ferrara e gioca un'altra manciata di partite nella massima serie. Nel 1961 il presidente della SPAL Paolo Mazza lo rispedisce in Serie C al Livorno che nel frattempo aveva ingaggiato Gimona come allenatore e quando nel 1963 l'allenatore istriano torna alla Pistoiese, Alberto Novelli viene definitivamente ceduto agli arancioni.
A Pistoia, con Gimona, Novelli II segna 5 reti come centravanti arretrato; di lui si interessa la Triestina in Serie B che aveva ingaggiato come allenatore l'ex tecnico alla SPAL Serafino Montanari.
Dopo due campionati fra gli alabardati, Novelli segue Montanari a Padova e con i biancoscudati gioca altre due stagioni in Serie B per approdare nuovamente in Serie A con la Sampdoria del suo esordio. A Genova, dove aveva giocato anche Carlo, Alberto disputa una stagione da rincalzo e la seconda (1968-1969) da titolare (25 presenze); dopo due stagioni, nel 1969 al mercato di riparazione di novembre, si rifà vivo Paolo Mazza che gli fa giocare due campionati di Serie C come regista a Ferrara, dove ritroverà Saul Malatrasi, poi nel 1971 un altro anno in C a Imola per tornare infine con i ferraresi nell'anno della promozione in Serie B senza trovare spazio e giocando tra i rincalzi nel nuovo ruolo di libero che nel frattempo gli era stato affidato.
Successivamente, accanto a un'attività di commerciante nel settore dell'abbigliamento intrapresa a Ferrara assieme al cognato Enrico Albertosi, continuerà a giocare fra i dilettanti iniziando contemporaneamente un'attività di allenatore che lo porterà in diverse società di Serie D e gli consentirà di ottenere una promozione in Serie C2 con la Centese nel 1983 e di allenarla l'anno successivo nella serie superiore. Ha inoltre allenato in diverse occasioni le giovanili della SPAL.

## Palmarès

### Giocatore

#### Club

##### Competizioni nazionali
- Serie C: 1

SPAL: 1972-1973

### Allenatore

#### Club

##### Competizioni nazionali
- Campionato Interregionale: 1

Centese: 1982-1983